# インターコスモス
インターコスモス（ロシア語: Интеркосмос〈インチェルコースマス〉、英語: Intercosmos）は、ワルシャワ条約機構の同盟国と協力しておこなわれたソビエト連邦の宇宙探査計画である。ジャン＝ルー・クレティエンがサリュートを訪れる等、フランスやインド等のソ連に賛同的な国も利用できた。
最も有名なインターコスモスのミッションは、1978年から1988年にソ連人以外の14人がソユーズで飛行したことである。無人の人工衛星の打上げもこのプログラムの一環として行われた。
有人ミッションのほとんどはサリュート6号およびサリュート7号でおこなわれ、ミールで3回実施されて終了している。インターコスモス計画終了後は、国際共同飛行へと移行した。

## 有人ミッション
| 日付          |  | 乗組員                           | バックアップ                             | 国               | ミッション   |
| ------------- |  | -------------------------------- | ---------------------------------------- | ---------------- | ------------ |
| 1978年2月3日  |  | ウラジミル・レメック             | オールドリッチ・ペルチャーク             | チェコスロバキア | ソユーズ28号 |
| 1978年6月27日 |  | ミロスワフ・ヘルマシェフスキ     | ゼノン・ヤンコフスキ                     | ポーランド       | ソユーズ30号 |
| 1978年8月26日 |  | ジークムント・イェーン           | エベルハルト・ケルナー                   | 東ドイツ         | ソユーズ31号 |
| 1979年4月10日 |  | ギオルギー・イワノフ             | アレクサンドル・アレクサンドロフ         | ブルガリア       | ソユーズ33号 |
| 1980年5月26日 |  | ファルカシュ・ベルタラン         | マジャーリ・ベーラ                       | ハンガリー       | ソユーズ36号 |
| 1980年7月23日 |  | ファム・トゥアン                 | ブイ・リエム                             | ベトナム         | ソユーズ37号 |
| 1980年9月18日 |  | アルナルド・タマヨ・メンデス     | ホセ・ロペス・ファルコン                 | キューバ         | ソユーズ38号 |
| 1981年3月23日 |  | ジェクテルデミット・グラグチャ   | マイダルジャヴィン・ガンゾリグ           | モンゴル         | ソユーズ39号 |
| 1981年5月14日 |  | ドゥミトール・プルナリウ         | ドゥミトール・デデュ                     | ルーマニア       | ソユーズ40号 |
| 1982年6月24日 |  | ジャン＝ルー・クレティエン       | パトリック・ボードリー                   | フランス         | ソユーズT-6  |
| 1984年4月2日  |  | ラケッシュ・シャルマ             | ラビッシュ・マルハトラ                   | インド           | ソユーズT-11 |
| 1987年7月22日 |  | ムハンマド・ファーリス           | ムニール・ハビブ                         | シリア           | ソユーズTM-3 |
| 1988年7月6日  |  | アレクサンドル・アレクサンドロフ | クラシミル・ストヤノフ                   | ブルガリア       | ソユーズTM-5 |
| 1988年8月29日 |  | アブドゥルアフド・ムハンマド     | モハメド・ドゥーラン・グラーム・マスーン | アフガニスタン   | ソユーズTM-6 |

## 無人ミッション
- 1969年10月14日 - インテルコスモス1号：太陽の紫外線・X線とその影響の観測
- 1970年11月28日 -  バーティカル1号：超高層大気・電離層・太陽の観測
- 1971年8月20日 - バーティカル2号：紫外線・太陽X線の観測
- 1972年4月7日 - インターコスモス6号：近地球での宇宙船と隕石の調査
- 1975年6月3日 - インターコスモス14号
- 1975年9月2日 - バーティカル3号：紫外線・太陽X線の観測
- 1976年 - 再突入テスト
- 1976年6月19日 - インターコスモス15号：衛星の新しいシステムと構成部品のテスト
- 1977年3月29日 -  大気上層と外宇宙の観測
- 1977年6月17日 - シグネ3号：衛星の開発・運用に20人のフランス人の専門家が関わる
- 1977年8月30日 - バーティカル5号：紫外線・太陽X線の観測
- 1977年9月24日 - インターコスモス17号：地球周囲での粒子や微小隕石の観測
- 1977年10月25日 - バーティカル6号：電離層・太陽の観測
- 1978年10月24日 - インターコスモス18号：地球の磁気圏と電離圏の相互作用の観測。チェコスロバキア社会主義共和国、ドイツ民主共和国、ハンガリー人民共和国、ポーランド人民共和国、ルーマニア社会主義共和国との共同。
- 1978年10月24日 - マギオン1号：インターコスモス18号により、チェコスロバキアの衛星マギオン1号が打ち上げられた。
- 1978年11月3日 - バーティカル7号：電離層・太陽の観測
- 1979年2月27日 - インターコスモス19号：ブルガリア人民共和国、チェコスロバキア社会主義共和国、ハンガリー人民共和国、ポーランド人民共和国との共同。
- 1979年9月26日 - バーティカル8号：紫外線・太陽X線の観測
- 1979年11月1日 - インターコスモス20号：チェコスロバキア社会主義共和国、ドイツ民主共和国、ハンガリー人民共和国、ルーマニア社会主義共和国との共同。
- 1981年 - 再突入テスト
- 1981年2月6日 - インターコスモス21号：チェコスロバキア社会主義共和国、ドイツ民主共和国、ハンガリー人民共和国、ルーマニア社会主義共和国との共同。
- 1981年8月7日 - インターコスモス22号（ブルガリア1300）：ブルガリア社会主義共和国
- 1981年8月28日 - バーティカル9号：紫外線・太陽X線の観測
- 1981年9月21日 - オレオル3号：ソビエトとフランスの共同プロジェクト「Arkad-3」の下で、両国によって開発された。
- 1985年4月26日 - インターコスモス23号：ソビエトとチェコスロバキアの科学者によって開発された。
- 1986年12月18日 - コスモス1809号
- 1989年9月28日 - マギオン2号：マギオン2号は、インターコスモス24号の科学プログラムの一部である。地球周辺宇宙空間の離れた場所で同時にプラズマの観測が行われた。
- 1989年9月28日 - インターコスモス24号：ブルガリア、チェコスロバキア、東ドイツ、ハンガリー、ポーランド、ルーマニアが協力し、アメリカが参加した（国際科学プロジェクト全体は「Aktivny」と名付けられた）。チェコスロバキアのマギオン2号を運んだ。
- 1991年12月18日 - インターコスモス25号：東ドイツ、ルーマニア、ブルガリア、ポーランド、ハンガリーからの実験が行われた。人工的な電子やプラズマのビームによる地球の電離層や磁気圏に対する影響の包括的な研究が行われた。
- 1991年12月18日 - マギオン3号
- 1994年3月2日 - インターコスモス26号：ロシアとウクライナが中心となり、ポーランド、チェコ共和国、スロバキア共和国、ブルガリア、フランス、イギリスの協力を得て行われたCoronas-Iプロジェクトの一環として行われた。